# Ronald Lacey
Ronald William Lacey (Londra, 28 settembre 1935 – Londra, 15 maggio 1991) è stato un attore britannico.

## Biografia
Lacey frequentò la Harrow Weald Grammar School. Dopo aver seguito i corsi presso la London Academy of Music and Dramatic Art, iniziò la carriera di attore nel 1961 in uno sceneggiato televisivo. In quegli anni recitò anche in teatro, ottenendo successo con l'interpretazione di Chips with Everything. La sua carriera televisiva si alternò a lungo con quella cinematografica in film di successo, sotto la direzione di registi del calibro di Roman Polański in Per favore, non mordermi sul collo! (1967) e Richard Lester in Come ho vinto la guerra (1967).
Verso la metà degli anni settanta si concentrò maggiormente sull'insegnamento e sulla scoperta di attori emergenti, a cui fece da agente, diradando per questo motivo le sue apparizioni cinematografiche. Si riavvicinò alla recitazione attiva nel 1981, quando venne chiamato da Steven Spielberg per interpretare il ruolo che lo ha reso maggiormente celebre, quello dell'agente della Gestapo Arnold Toht nel film I predatori dell'arca perduta. Il grande successo della pellicola gli consentì di ottenere nuovamente parti di rilievo fino alla morte, avvenuta all'età di 55 anni il 15 maggio 1991 per insufficienza epatica.

## Filmografia parziale

### Cinema
- Schiavo d'amore (Of Human Bondage), regia di Ken Hughes (1964)
- Prendeteci se potete (Catch Us If You Can), regia di John Boorman (1965)
- Come ho vinto la guerra (How I Won the War), regia di Richard Lester (1967)
- Per favore, non mordermi sul collo! (Dance of the Vampires), regia di Roman Polański (1967)
- L'incredibile affare Kopcenko (Otley), regia di Dick Clement (1969)
- Il ragazzo e la quarantenne (Say Hello to Yesterday), regia di Alvin Rakoff (1971)
- Macbeth (The Tragedy of Macbeth), regia di Roman Polański (1971)
- La fabbrica dell'orrore (Crucible of Terror), regia di Ted Hooker (1971)
- Alfa e omega, il principio della fine (The Final Programme), regia di Robert Fuest (1973)
- Charleston, regia di Marcello Fondato (1977)
- Zulu Dawn, regia di Douglas Hickox (1979)
- Nijinsky, regia di Herbert Ross (1980)
- I predatori dell'arca perduta (Raiders of the Lost Ark), regia di Steven Spielberg (1981)
- Firefox - Volpe di fuoco (Firefox), regia di Clint Eastwood (1982)
- Trenchcoat, regia di Michael Tuchner (1983)
- Barbagialla, il terrore dei sette mari e mezzo (Yellowbeard), regia di Mel Damski (1983)
- Sahara, regia di Andrew V. McLaglen (1983)
- American Yuppies (Making the Grade), regia di Dorian Walker (1984)
- Le avventure di Buckaroo Banzai nella quarta dimensione (The Adventures of Buckaroo Banzai Across the 8th Dimension), regia di W. D. Richter (1984)
- Tangiers, regia di Michael E. Briant (1985)
- L'amore e il sangue (Flesh+Blood), regia di Paul Verhoeven (1985)
- Yado (Red Sonja), regia di Richard Fleischer (1985)
- Gunbus... e divennero eroi (Sky Bandits), regia di Zoran Perisic (1986)
- Lone Runner - Lo scrigno dei mille diamanti (Lone Runner), regia di Ruggero Deodato (1986)
- Valmont, regia di Miloš Forman (1989)
- Stalingrad, regia di Jurij Nikolaevič Ozerov (1989)
- Indiana Jones e l'ultima crociata (Indiana Jones and the Last Crusade), regia di Steven Spielberg (1989) - cameo non accreditato

### Televisione
- Gli invincibili (The Protectors) – serie TV, episodio 1x08 (1972)
- Il mastino di Baskerville (The Hound of the Baskervilles), regia di Douglas Hickox – film TV (1983)

## Doppiatori italiani
Nelle versioni in italiano delle opere in cui ha recitato, Ronald Lacey è stato doppiato da:
- Sergio Fiorentini ne I predatori dell'arca perduta
- Elio Pandolfi in L'amore e il sangue
- Gigi Angelillo in Yado
- Giampaolo Saccarola in La duchessa di Duke Street
- Rino Bolognesi in Le avventure di Buckaroo Banzai nella quarta dimensione
- Massimo Giuliani in Charleston
- Piero Tiberi in Top Secret
- Marco Bresciani in Le avventure di Sherlock Holmes
- Franco Mannella ne I predatori dell'arca perduta (ridoppiaggio)